# Pedopenna
Pedopenna là một chi khủng long, được Xu X. & Zhang F. mô tả khoa học năm 2005.